# Camas prairie

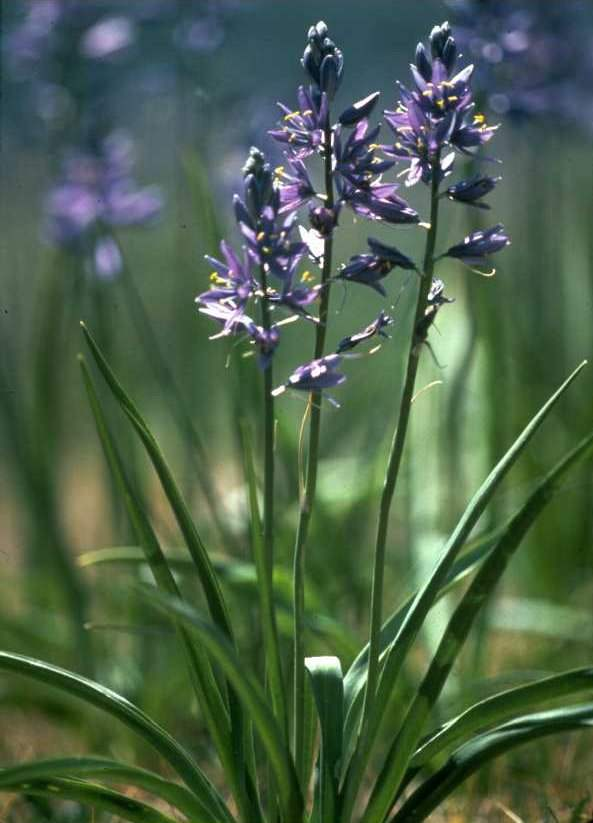
Camas

Il nome camas prairie che si riferisce a diverse aree geografiche nell'ovest degli Stati Uniti,  è derivato dalla locale pianta perenne camassia o camas ed include zone comprese negli stati dell'Idaho, Montana, Oregon e Washington. I tuberi di camas sono stati un'importante fonte di cibo per i nativi americani.

## Idaho

### Storia
Chiamata così per la fioritura blu, la camas era un'importante fonte di cibo per tutti i nativi americani all'interno del nord-ovest della Camas prairie, tradizionale luogo di ritrovo dei Nasi Forati.
Fu una grande prateria luogo di incontro della tribù dei Nasi Forati che ivi raccolsero le radici camas per migliaia di anni. Diversi gruppi di Nasi Forati si riunirono al Lago Tolo ai primi di giugno 1877 in previsione di accedere alla riserva del loro popolo. In risposta al movimento forzato e ad altre azioni ostili, diversi giovani Nasi Forati misero in atto delle scaramucce che portarono allo scoppio della guerra dei Nasi Forati.
La Camas prairie è una grande area, per gran parte di proprietà privata, che si estende per molti chilometri fra i fiumi Salmon e Clearwater. La maggior parte dell'area è agricola e la sua zona nord ricade nella riserva nazionale dei Nasi Forati.

### Città
- Grangeville
- Fenn
- Cottonwood
- Ferdinand
- Craigmont
- Winchester
- Reubens

### Contee
- Contea di Camas
- Contea di Idaho
- Contea di Lewis

## Montana

### Geologia
- Lago glaciale Missoula

### Città
- Camas
- Perma

### Countee
- Contea di Sanders

## Oregon

### Aree protette
- Camassia Natural Area in West Linn [2]

### Comunità
- Camas Valley

## Washington

### Aree protette
- Dishman Hills Natural Resources Conservation Area nella Contea di Spokane

### Città
- Camas